# Maltese First Division 1911/1912
Soutěžní ročník Maltese First Division 1911/12 byl 2. ročníkem Maltese First Division, nejvyšší maltské fotbalové ligy. Šampionem se podruhé v řadě stala Floriana.

## Tabulka
| Poř. | Tým              | Z | V | R | P | VG | OG | B |
| ---- | ---------------- | - | - | - | - | -- | -- | - |
| 1.   | Floriana         | 4 | 4 | 0 | 0 | 7  | 0  | 8 |
| 2.   | Ħamrun Spartans  | 4 | 1 | 2 | 1 | 4  | 3  | 4 |
| 3.   | St. George's     | 4 | 1 | 1 | 2 | 2  | 3  | 3 |
| 4.   | Valletta United  | 4 | 1 | 1 | 2 | 2  | 4  | 3 |
| 5.   | Sliema Wanderers | 4 | 0 | 2 | 2 | 1  | 6  | 2 |

|  | Vítěz ligy |